# Lepidopoda andrepictera
Lepidopoda andrepictera är en fjärilsart som beskrevs av George Francis Hampson 1910. Lepidopoda andrepictera ingår i släktet Lepidopoda och familjen glasvingar. Inga underarter finns listade i Catalogue of Life.